# Sabine Eschgfäller
Sabine Eschgfäller (* 1976 in Meran) ist eine Südtiroler Schriftstellerin, Germanistin und Übersetzerin.

## Leben
Sabine Eschgfäller studierte Geschichte und Germanistik in Innsbruck. Von 2001 bis 2007 arbeitete sie als Lektorin für österreichische Literatur an der Palacky-Universität in Olmütz; seit 2008 ist sie ebendort als Universitätsassistentin tätig. Sie schreibt Lyrik und literaturwissenschaftliche Essays und übersetzt Gedichte und Kurzprosa ins Tschechische.

## Auszeichnungen
- 1998 Stadtschreiberin in Schwaz
- 2001 Siegerin des Autorenwettbewerbs Schwazer Silbersommer
- 2004 Feldkircher Lyrikpreis, (5. Rang)
- 2005 Finalistin beim Leonce-und-Lena-Preis

## Werke
- Versuche die Worte zu wiegen. Resistenz Verlag, Linz/Wien 2006, ISBN 978-3-85285-157-2 (formal falsch) (Lyrik).
- In die Ecke gesprochen=Receno do kouta, Lyrik (deutsch und tschechisch), Verlag Burian a Tichák, Olomouc 2005, ISBN 80-903687-0-0.
- Sepp Mall. Nein sagen und andere Gedichte. Říci ne a jiné básně, Lyrik (deutsch und tschechisch), Verlag Burian a Tichák, 2007, ISBN 978-80-903687-5-0.
- norbert c. kaser. městské rytiny a jiné krátké prozy z tyrolska, Prosa (deutsch und tschechisch), Verlag Burian a Tichák, 2008, ISBN 978-80-903687-8-1.

Für eine Liste ihrer wissenschaftlichen Publikationen siehe den Eintrag an der Palacký-Universität Olmütz.